# Моравани (Словаччина)
Моравани (словац. Moravany) — село, громада в окрузі Михайлівці, Кошицький край, Словаччина. Кадастрова площа громади — 16,67 к²м. Село розташоване на висоті 108 м над рівнем моря. Населення — 1040 осіб.
Вперше згадується 1247 року.

## Географія
Протікає Трговіштський потік.

## Населення
| Рік:            | 1994. | 2004.   | 2014.   | 2024.   |
| --------------- | ----- | ------- | ------- | ------- |
| Кількість осіб: | 1051  | 1040    | 1047    | 1034    |
| Різниця:        |       | -1,04 % | +0,67 % | -1,24 % |

| Рік:            | 2023. | 2024.   |
| --------------- | ----- | ------- |
| Кількість осіб: | 1025  | 1034    |
| Різниця:        |       | +0,87 % |